# Stazione di Mallow
La stazione di Mallow  è una stazione ferroviaria della linea Dublino–Cork a servizio di Mallow nella contea di Cork, Irlanda. È stazione capotronco della ferrovia Mallow–Tralee, mentre fino al 1967 si diramava la storica linea per Fermoy che, assieme alla Fermoy-Lismore e alla Lismore-Waterford, permetteva di raggiungere Waterford su strada ferrata.
Si trova a due miglia dall'ippodromo di Cork.

## Storia
La stazione fu aperta il 17 marzo 1849.
Nel 1853, dalla stazione si diramò il primo tronco, esteso fino a Killarney, della Tralee-Mallow. Sette anni dopo da Mallow la Great Southern and Western Railway (GS&WR), che eserciva la linee appena citate, completò la linea per Fermoy. Grazie a successivi collegamenti, quest'ultima ferrovia permise di collegare Mallow a Waterford.
Nel 1967, la linea per Waterford fu soppressa. Gli ultimi resti dell'infrastruttura presso lo scalo di Mallow furono rimossi nel 2006.
La stazione ricevette il primo premio come miglior stazione in assoluto della Iarnród Éireann nel 2004.

## Strutture ed impianti
Il piazzale è composto da tre binari.

## Movimento
L'impianto è servito dalle seguenti linee di Intercity, esercite dalla Iarnród Éireann:
- Dublino Pearse – Cork Kent;
- Tralee Casement – Mallow.
- Tralee Casement – Cork Kent.

La stazione è inoltre capolinea della Mallow – Cork Kent del servizio ferroviario suburbano di Cork.

## Servizi
- Servizi igienici
- Capolinea autolinee
- Biglietteria a sportello
- Biglietteria self-service
- Distribuzione automatica cibi e bevande